# Тодор Живков
То́дор Жи́вков (болг. Тодор Живков, нар. 7 вересня 1911, Правец, Софійська область, Болгарське царство — 5 серпня 1998, Софія, Болгарія) — болгарський державний діяч, перший секретар (з 1954), потім (з 1981) генеральний секретар ЦК Болгарської компартії, Герой Народної Республіки Болгарія.

## Біографія
Народився 1911 року в селі Правец Софійського округу в родині селянина.
Працював у друкарні, навчався у школі графіки.
1928 року вступив до Болгарського комуністичного союзу молоді.
Під час Другої світової війни брав участь в антифашистському опорі. Після війни зробив партійну кар'єру.
1948 року він став членом ЦК Болгарської компартії.
З 1954 року — перший секретар ЦК Болгарської компартії (замінив на цій посаді Вилко Червенкова, який швидко втрачав авторитет), з 1971 — також Голова Державної ради.
Політика Живкова проходила у фарватері політики Хрущова та Брежнєва. 1955 року Болгарія стала учасником Організації Варшавського договору, 1956 болгарські війська були введені до Угорщини, а 1968 року — до Чехословаччини.
Під керівництвом Живкова в країні було організовано систему політичних репресій, зокрема, спеціальні концтабори для політичних ув'язнених. Тільки у таборах під Ловечем та Скравеною, що відрізнялися особливою жорстокістю режиму, загинуло 147 політв'язнів.
Він був проти горбачовської перебудови в СРСР й активізував відносини з іншими соціалістичними країнами. Під тиском громадськості 10 листопада 1989 року Живков пішов з посту генсека, виступивши на пленумі ЦК БКП із заявою про відставку за станом здоров'я і через свій вік. Болгарська комуністична партія була перейменована на Болгарську соціалістичну партію, що за рік виграла парламентські вибори.
Після падіння комуністичного режиму в липні 1990 року Живков був узятий під домашній арешт за звинуваченням у співпраці з таємною поліцією під час Другої світової війни. Судове розслідування не було доведене до кінця. Живков помер влітку 1998 року.